# Ons Volkske
Ons Volkske was een langlopend Vlaams stripblad dat van 1932 tot 1988, met uitzondering van de periode tijdens de Tweede Wereldoorlog, onafgebroken verscheen. Het was de jeugdbijlage bij het weekblad "Ons Volk". Jarenlang was het samen met 't Kapoentje het belangrijkste stripblad in Vlaanderen.

## Geschiedenis
Het eerste nummer van "Ons Volkske" verscheen op 25 september 1932, uitgegeven door n.v. Periodica. Afgezien van de strip "Adamson" door Oscar Jacobsson werden alle beeldverhalen in het blad getekend door Eugeen Hermans, alias Pink. Toen in 1940 de Tweede Wereldoorlog uitbrak werd de publicatie vijf jaar lang stopgezet. Na de bevrijding verscheen het vanaf 11 maart 1945 opnieuw als bijlage bij "Ons Volk". Na 42 nummers werd het voortgezet als zelfstandig weekblad, uitgegeven door n.v. De Gids. In die jaren publiceerde het magazine onder meer werk van Marc Sleen (Tom en Tony, Stropke en Flopke, De Avonturen van Piet Fluwijn en Bolleke), Willy Vandersteen (Ridder Gloriant, Het Rode Masker, De heldentocht der Bataven, De zwarte luipaard, De Vrolijke Bengels) en van de Nederlandse stripauteurs Piet van Elk, Henk Albers en Albert van Beek.
In 1947 werd de titel "Ons Volk" door De Standaard teruggevorderd. Hierdoor werden de series in Ons Volkske door n.v. de Gids vervolgd in het nieuwe blad 't Kapoentje. De Standaard bracht Ons Volkske daarna vanaf 1 mei 1947 opnieuw uit als dagbladbijlage. Vanaf 13 januari 1949 werd "Ons Volkske" opnieuw een zelfstandig weekblad. Onder de tekenaars die in dit blad hun werk publiceerden vinden we onder meer ook nog Bob De Moor, Gommaar Timmermans, Hurey,  Gilbert Declercq, Gert Ronde, Karel Verschuere, Jo-El Azara, Tibet en ook reeksen die eerder al in Kuifje verschenen. Vanwege de lagere prijs en het goedkopere drukpapier werd "Ons Volkske" daarom ook weleens de armere versie van het weekblad Kuifje genoemd. Desondanks was het jarenlang samen met "'t Kapoentje" het toonaangevende stripblad in Vlaanderen en een van de populairste jeugdmagazines.
Het blad werd in 1988 opgedoekt.

## Trivia
In het stripalbum Avontuur in Berunka (1969) uit de stripreeks van Jerom speelt een album van Ons Volkse een rol.